# Katamari Suteki Damacy
Katamari Suteki Damacy (塊ステキ魂, Katamari Suteki Damashii, lit. "Clump Lovely Spirit") é a trilha sonora do jogo de Video game Beautiful Katamari.
Seus compositores são Yuji Masubuchi, Hiroto Sasaki, Keiichi Okabe, Akitaka Tohyama, Yoshito Yano, Uri Misumi, Tetsuya Uchida, Yū Miyake, Rio Hamamoto, Ryo Watanabe and Tetsuya Uchida.

## Faixas
| Faixa # | Música                | Título original       | Artista            | Compositor                               | Duração |
| ------- | --------------------- | --------------------- | ------------------ | ---------------------------------------- | ------- |
| 1       | Katamari Dancing      | Katamari Dancing      | Takashi Utsunomiya | Yuji Masubuchi & Kimio Yudate            | 4:56    |
| 2       | Unity                 | 団結                  | IM@S ALLSTARS      | Hiroto Sasaki & Akihiro Ishihara         | 5:47    |
| 3       | BOYFRIEND A GOGO      | BOYFRIEND A GOGO      | Iyo Matsumoto      | Keiichi Okabe & Shougo Yasukawa          | 4:57    |
| 4       | Bless My Stars        | Bless My Stars        | Ranran Suzuki      | Akitaka Tohyama                          | 6:22    |
| 5       | Sayonara Rolling Star | Sayonara Rolling Star | Aya Hirayama       | Yoshito Yano                             | 5:34    |
| 6       | Harvest of Love       | 恋の稲刈り            | Hitomi Ishikawa    | Yuji Masubuchi & Kimio Yudate            | 6:38    |
| 7       | INTO THE SKY          | INTO THE SKY          | Itokubo            | Yuji Masubuchi & Itokubo                 | 4:26    |
| 8       | Katamari Tea          | カタマリティー        | Kyoko              | Uri Misumi                               | 5:38    |
| 9       | Guru Guru Gravity     | ぐるぐるグラビティ    | Nori Horikoshi     | Tetsuya Uchida, Yū Miyake & Yoshito Yano | 5:05    |
| 10      | Colorful Heart        | カラフルハート        | Yuki Saito         | Yoshito Yano                             | 5:06    |
| 11      | PROLOGUE              | PROLOGUE              |                    | Rio Hamamoto                             | 1:08    |
| 12      | Cosmic Lounge         | コズミックラウンジ    |                    | Ryo Watanabe                             | 2:37    |
| 13      | Katamari Planet       | カタマリ惑星          |                    | Tetsuya Uchida                           | 3:27    |
| 14      | STAR! STAR! STAR!     | STAR!STAR!STAR!       |                    | Tetsuya Uchida                           | 3:42    |
| 15      | Everyone's Mambo      | みんなのマンボ        |                    | Tetsuya Uchida                           | 1:07    |
| 16      | Prince Lounge         | 王子ラウンジ          |                    | Tetsuya Uchida                           | 1:42    |
| 17      | EPILOGUE              | EPILOGUE              |                    | Rio Hamamoto                             | 1:52    |